# Linea Pinggu
La linea Pinggu (in cinese: 北京地铁平谷线S, Běijīng dìtiě Pínggǔ xiànP), indicata ufficialmente come linea 22, è una linea in costruzione che collegherà la città di Pechino e la provincia di Hebei, rappresentando la prima linea metropolitana interprovinciale ufficialmente riconosciuta nella capitale cinese.
Il tracciato si estenderà dalla stazione Dongdaqiao, nel distretto di Chaoyang, fino alla stazione Pinggu, nel distretto omonimo, attraversando anche alcune aree della città-contea di Sanhe, sotto la giurisdizione della città-prefettura di Langfang, nella provincia di Hebei. Il colore identificativo della linea è il rosa pastello.
Il progetto è stato approvato nel settembre 2015 e i lavori di costruzione sono stati avviati il 23 dicembre 2016. L’intervento è stato sospeso all'inizio del 2018 per una revisione e un aggiornamento del piano progettuale, nuovamente riapprovato solamente il 5 dicembre 2019. La costruzione del tratto nella provincia di Hebei ha avuto inizio il 26 giugno 2021. L'inaugurazione è prevista entro il 2027.
La linea sarà composta da un totale di 22 stazioni, di cui 19 sotterranee e 3 sopraelevate, per una lunghezza complessiva di 81,82 chilometri: circa 55 km in sotterranea e 27 km in viadotto. Il tratto ricadente nella municipalità di Pechino misura circa 50 km mentre quello situato nella provincia di Hebei misura 32 km. L’infrastruttura è progettata per treni tipo D a 8 carrozze, con una velocità di esercizio prevista di 120 km/h nei tratti sotterranei e 160 km/h in quelli sopraelevati.

## Storia
Nel 2015, la linea Pinggu ottenne l’approvazione ufficiale nell’ambito del Piano di costruzione della seconda fase della rete di trasporto urbano su ferro della capitale. I lavori furono ufficialmente annunciati il 23 dicembre 2016, ma all'inizio del 2018 subirono un'interruzione a causa di una revisione del tracciato.
Il 5 dicembre 2019, la Commissione nazionale per lo sviluppo e la riforma approvò la modifica del piano originario. Il progetto fu riavviato il 28 aprile 2020, mentre nel giugno dello stesso anno il Comitato municipale per la pianificazione e le risorse naturali di Pechino approvò il piano aggiornato per la sua realizzazione.
Il 20 marzo 2021 fu completata il perimetro del cantiere presso la stazione Ciyunsiqiao, nel tratto del distretto di Chaoyang, dando avvio ufficiale ai lavori nel territorio urbano. Il 26 giugno successivo ebbe inizio la costruzione della stazione Chaobai Dajie, segnando l’apertura del cantiere anche nella sezione della provincia dell’Hebei.

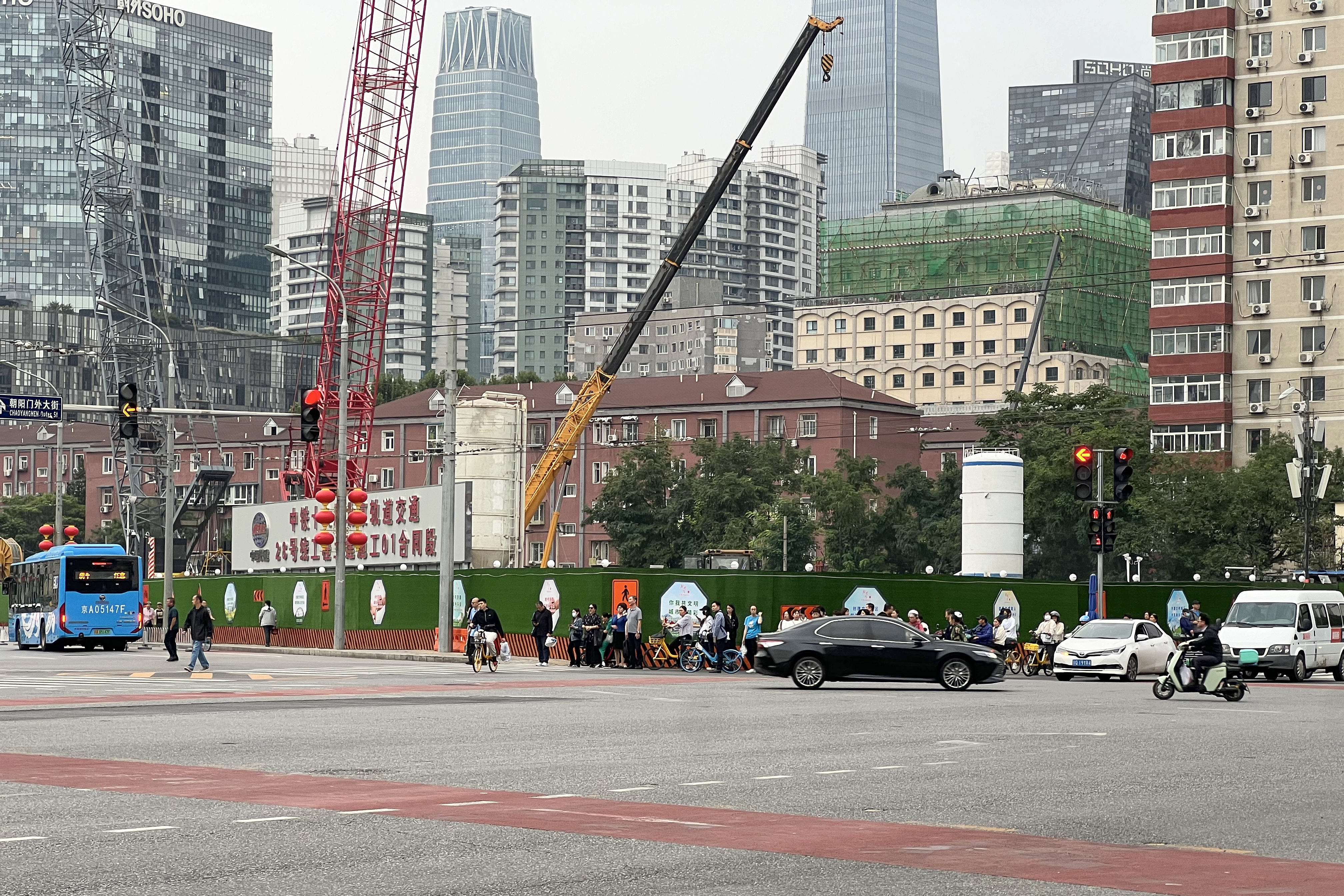
Sito di costruzione della stazione Dongdaqiao (2024).

Nel febbraio 2022 partirono i lavori per la stazione Yongshun, nel distretto di Tongzhou, e nel luglio dello stesso anno venne approvato lo studio di fattibilità per il tratto ricadente nella municipalità di Pechino. Il 31 ottobre fu completata la galleria tra le stazioni Ciyunsiqiao e Ganluyuan, mentre nel novembre 2022 lo studio di fattibilità per il tratto della provincia dell’Hebei ricevette l’approvazione da parte della Commissione provinciale per lo sviluppo e la riforma. Il 31 dicembre fu completata la copertura strutturale della stazione Chaobai Dajie, nella città di Sanhe ricadente nella provincia di Hebei.
Nel marzo 2023 la linea entrò in una fase di piena attività costruttiva. Nell’aprile seguente venne completata la struttura principale della stazione Zhengwuzhongxindong, mentre il 14 aprile iniziarono gli scavi della galleria sotterranea nel tratto iniziale della linea. Nello stesso mese venne completata la struttura della stazione Shenwei Dajie. A giugno, nella sezione dell’Hebei, la talpa meccanica "Sanhe" venne installata nella stazione Shenwei Dajie per l’avvio degli scavi. Il 15 giugno furono erette le prime paratie presso la stazione di Yunhe Shangwuxu. Il 26 luglio, partì la talpa meccanica "Duxing" per lo scavo della galleria sinistra nel tratto tra le stazioni di Yanjiao e Shenwei Dajie. Il 5 agosto, i lavori di tutte e sei le stazioni del tratto del sub-centro amministrativo di Pechino risultavano avviati. Il 23 agosto, la talpa meccanica iniziò lo scavo della galleria destra nel tratto tra Shenwei Dajie e Chaobai Dajie. Il 9 ottobre venne collaudata la sesta talpa meccanica, chiamata Fenjin, in uso presso la sezione dell’Hebei, mentre il 20 ottobre iniziò lo scavo della galleria destra tra le stazioni Chaobai Dajie e Gaolou. Il 12 dicembre furono completate le strutture principali delle stazioni Guaanzhuang e Pinggu. Il 20 dicembre cominciarono i lavori per collegare il deposito di Pingfang al tracciato principale della linea Pinggu.
Il 26 febbraio 2024 fu completata la galleria destra del tratto compreso tra Shenwei Dajie e Chaobai Dajie, avviato nell'agosto precedente. Il 18 marzo fu annunciata l’aggiunta di una nuova fermata, denominata Nongye Chuangxingang, sita nel distretto di Pinggu prima del capolinea orientale della linea. Il 31 marzo è stato avviato lo scavo della galleria destra tra le stazioni di Dingfuzhuang e Guaanzhuang. Il 9 dicembre è stata completata la struttura principale della stazione di Gaolou.
Durante il 2025 vennero completati gli scavi di diverse gallerie, tra cui quello tra le stazioni Yanjiao e Shenwei Dajie e tra le stazioni Chaobai Dajie e Gaolou. Nel luglio 2025 continuarono le operazioni di scavo, interessando il tratto tra le stazioni Dingfuzhuang e Guaanzhuang.

## Tratta
La linea Pinggu ha origine presso la stazione di Dongdaqiao, situata nel quartiere Hujialou nel distretto di Chaoyang, nel quadrante orientale della città. Da qui, si sviluppa verso est attraversando la zona centrale del sub-centro urbano di Pechino, nel distretto di Tongzhou, per poi uscire dai confini municipali e servire la città di Sanhe, in particolare l’area di Yanjiao e i suoi dintorni. La linea prosegue il suo tragitto e rientra nel territorio di pertinenza del comune di Pechino, terminando il proprio tracciato presso la stazione Pinggu, nel quartiere Binhe del distretto omonimo.
La linea ha una lunghezza complessiva di 81,82 chilometri, di cui 53,8 in galleria e i restanti su tracciato sopraelevato. Lungo il tracciato sono previste 22 stazioni, di cui 19 sotterranee e 3 sopraelevate. La linea sarà servita da treni di tipo D per servizi suburbani, con composizione a 8 carrozze.
Secondo le pianificazioni in corso, la linea Pinggu potrebbe in futuro essere integrata operativamente con la linea suburbana Tongmi e con l’anello nord-orientale della rete ferroviaria suburbana di Pechino, tramite esercizio diretto e interscambio. Inoltre, presso la stazione di Mafang è previsto un punto di connessione con la rete ferroviaria locale del distretto di Pinggu.

## Stazioni e percorso

### Percorso
|  |  | Unknown route-map component "utCONTg" |

|  | Unknown route-map component "uextENDEa" | Urban tunnel straight track |

| Unknown route-map component "uextCONTgq" | Unknown route-map component "uextBHFq" + Unknown route-map component "HUBa" | Unknown route-map component "uextKRZto" | Unknown route-map component "uetKRZto" | Unknown route-map component "uextCONTfq" |

| Unknown route-map component "uextKBHFa" + Unknown route-map component "HUBlf" | Unknown route-map component "uextBHF" + Unknown route-map component "HUBq" | Urban tunnel station on track + Unknown route-map component "HUBeq" |

| Unused urban tunnel straight track | Unused urban tunnel straight track | Urban tunnel straight track + Unknown route-map component "MFADEf" |

| Unknown route-map component "utCONTgq" | Unknown route-map component "uxtKRZtu" | Unknown route-map component "uxtKRZtu" | Unknown route-map component "utBHFq" + Unknown route-map component "HUBa" | Unknown route-map component "utCONTfq" |

| Unknown route-map component "uextBHF" + Unknown route-map component "HUBaq" | Unknown route-map component "uextBHF" + Unknown route-map component "HUBq" | Unknown route-map component "HUBrf" |

| Unknown route-map component "uextCONTgq" | Unknown route-map component "uextSTRr" | Unused urban tunnel straight track |  |  |

| Unknown route-map component "utCONTgq" | Unknown route-map component "utSTRq" | Unknown route-map component "uxtKRZtu" + Unknown route-map component "HUBc2" | Unknown route-map component "uetBHFq" + Unknown route-map component "HUB3" | Unknown route-map component "utCONTfq" |

|  | Unknown route-map component "uextBHF" + Unknown route-map component "HUB1" | Unknown route-map component "HUBc4" |

| Unknown route-map component "uextBHF" |

| Unknown route-map component "uextpBHF" |

|  | Unused urban tunnel straight track | Unknown route-map component "uexKDSTCCa" |

|  | Unknown route-map component "uextKRWg+l" | Unknown route-map component "uextKRWr" |

| Unknown route-map component "uhCONTg" | Unknown route-map component "uextBHF" |  |

| Unknown route-map component "uhBHF" + Unknown route-map component "HUBaq" | Unknown route-map component "uextBHF" + Unknown route-map component "HUBeq" |  |

| Unknown route-map component "uhCONTf" | Unknown route-map component "uextBHF" |  |

|  | Unused urban tunnel straight track | Urban tunnel straight track + Unknown route-map component "MFADEg" |

| Unknown route-map component "utLSTR+l" | Unknown route-map component "utpBHFq" + Unknown route-map component "HUB2" | Unknown route-map component "uxtKRZtu" + Unknown route-map component "HUBc3" | Unknown route-map component "utSTRr" |  |

| Unknown route-map component "utLSTR" | Unknown route-map component "HUBc1" | Unknown route-map component "uextBHF" + Unknown route-map component "HUB4" |  |  |

| Unknown route-map component "utLSTR" |  | Unknown route-map component "uextpBHF" |  |  |

| Unknown route-map component "exBLaq" + Unknown route-map component "MSTR" + Unknown route-map component "utpBHF" | Unknown route-map component "exBLq" | Unknown route-map component "exBLeq" + Unknown route-map component "uextBHF" | Unused express railway |  |

| Unknown route-map component "utCONTf" |  | Unknown route-map component "uextBHF" |  |  |

| Unknown route-map component "uextBHF" |

| Transverse water + Unknown route-map component "GRZq" | Unknown route-map component "uextKRZW" + Unknown route-map component "GRZq" | Transverse water + Unknown route-map component "GRZq" |

| Pechino |
| Hebei   |

| Unknown route-map component "uextpBHF" |

| Unknown route-map component "hCONTgq" | Unknown route-map component "uxmtKRZh" | Unknown route-map component "hCONTfq" |

| Unknown route-map component "exhCONTgq" | Unknown route-map component "uexmtKRZh" | Unknown route-map component "exhCONTfq" |

| Unknown route-map component "uextBHF" |

| Unknown route-map component "uextBHF" |

| Unknown route-map component "uextBHF" |

|  | Unknown route-map component "uexhtSTRe" | Unknown route-map component "uexKDSTa" + Unknown route-map component "lhSTRa@f" |

|  | Unknown route-map component "uexhKRWg+l" | Unknown route-map component "uexhKRWr" |

| Unknown route-map component "uexhBHF" |

| Unknown route-map component "CONTgq" | Unknown route-map component "uxmhKRZ" | Unknown route-map component "CONTfq" |

| Unknown route-map component "GRZq" | Unknown route-map component "uexhSTR+GRZq" | Unknown route-map component "GRZq" |

| Hebei   |
| Pechino |

| Unknown route-map component "uexhpBHF" |

| Unknown route-map component "CONTgq" | Unknown route-map component "uxmhKRZ" | Unknown route-map component "CONTfq" |

| Unknown route-map component "uexhBHF" |

| Unknown route-map component "uexhtSTRa" |

| Unknown route-map component "uextBHF" |

| Unused urban end station |

### Stazioni
|                      | Nome stazione                   | Nome in cinese, pinyin | Percorrenza (ore) | Distanza (km) | Interscambi |
| -------------------- | ------------------------------- | ---------------------- | ----------------- | ------------- | ----------- |
| Dongdaqiao           | 东大桥 Dōngdàqiáo               | N/A                    | N/A               |               |             |
| Jintai Xizhao        | 金台夕照 Jīntái xìzhào          | N/A                    | N/A               |               |             |
| Hongmiao             | 红庙 Hóngmiào                   | N/A                    | N/A               |               |             |
| Ciyunsiqiao          | 慈云寺桥 Cíyúnsìqiáo            | N/A                    | N/A               |               |             |
| Ganluyuan            | 甘露园 Gānlùyuán                | N/A                    | N/A               |               |             |
| Dingfuzhuang         | 定福庄 Dìngfúzhuāng             | N/A                    | N/A               |               |             |
| Guaanzhuang          | 管庄 Guǎnzhuāng                 | N/A                    | N/A               |               |             |
| Yongshun             | 永顺 Yǒngshùn                   | N/A                    | N/A               |               |             |
| Tongzhou Beiguan     | 通州北关 Tōngzhōu běiguān       | N/A                    | N/A               |               |             |
| Yunhe Shangwuqu      | 运河商务区 Yùnhé shāngwùqū      | N/A                    | N/A               |               |             |
| Pechino Sub-centrale | 副中心站 Fùzhōngxīn zhàn        | N/A                    | N/A               |               |             |
| Zhengwuzhongxin      | 政务中心 Zhèngwù zhōngxīn       | N/A                    | N/A               |               |             |
| Zhengwuzhongxindong  | 政务中心东 Zhèngwù zhōngxīndōng | N/A                    | N/A               |               |             |
| Yanjiaozhen          | 燕郊镇 Yànjiāo zhèn             | N/A                    | N/A               |               |             |
| Shenwei Dajie        | 神威大街 Shénwēi dàjiē          | N/A                    | N/A               |               |             |
| Chaobai Dajie        | 潮白大街 Cháobái dàjiē          | N/A                    | N/A               |               |             |
| Gaolou               | 高楼 Gāolóu                     | N/A                    | N/A               |               |             |
| Qixinzhuang          | 齐心庄 Qíxīnzhuāng              | N/A                    | N/A               |               |             |
| Mafang               | 马坊 Mǎfāng                     | N/A                    | N/A               |               |             |
| Machangying          | 马昌营 Mǎchāngyíng              | N/A                    | N/A               |               |             |
| Nongye Chuangxingang | 农业创新港 Nóngyè chuàngxīngǎng | N/A                    | N/A               |               |             |
| Pinggu               | 平谷 Pínggǔ                     | N/A                    | N/A               |               |             |